# 大屯郡

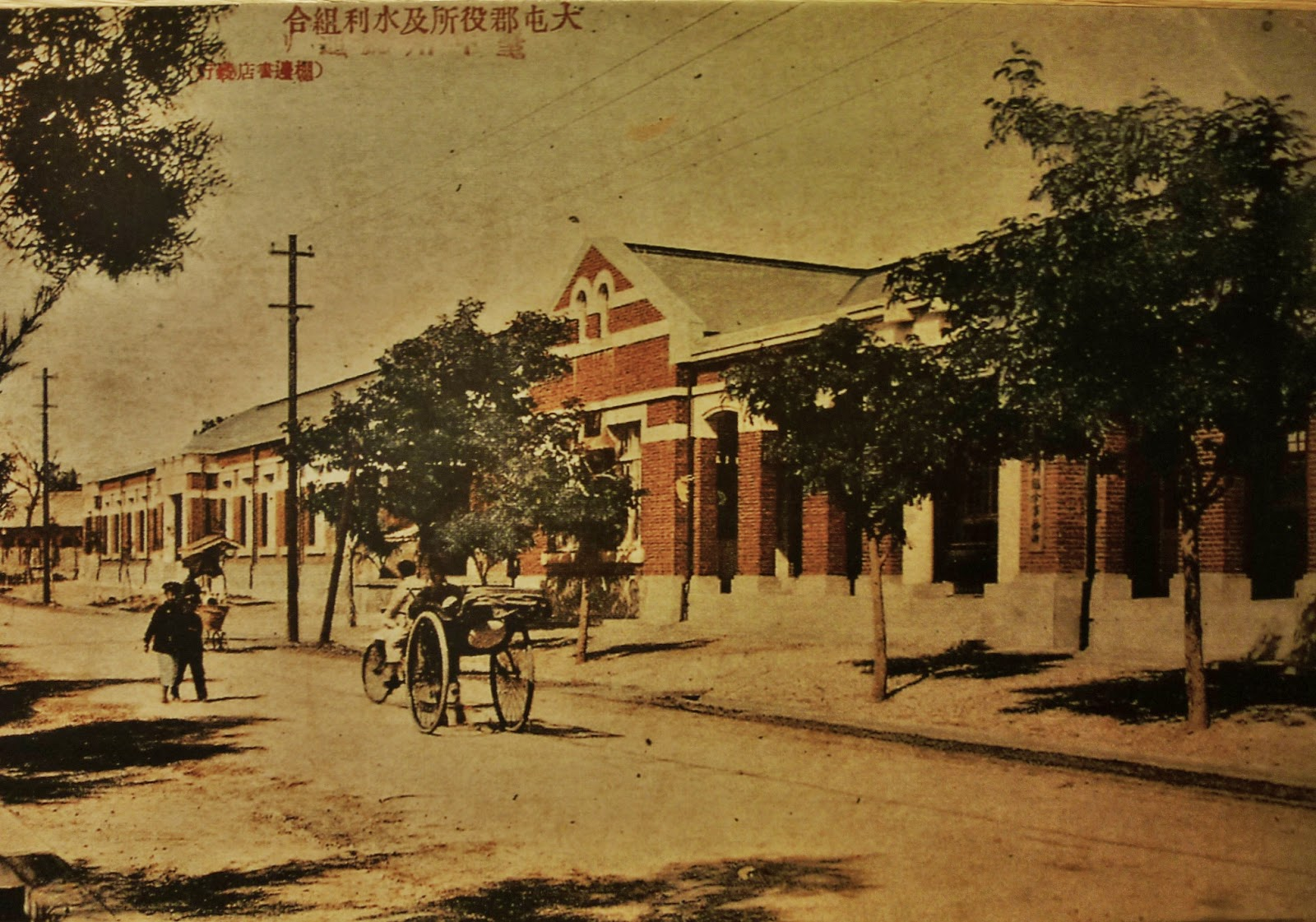
大屯郡役所

大屯郡（だいとんぐん）は、日本統治時代の台湾に存在した行政区画の一つであり、台中州に属した。

## 概要
大里庄、霧峰庄、大平庄、北屯庄、西屯庄、南屯庄、烏日庄の7庄を管轄し、郡役所は郡外の台中市内（現・台中市西区）に置かれた。郡域は現在の台中市大里区、太平区、霧峰区、烏日区、北屯区、西屯区、南屯区に当たる。郡名の大屯は台中の旧名である大墩に由来する。
1945年3月に重慶国民政府が策定した台湾接管計画綱要地方政制により郡域を霧峰県とする案があったが、政制の廃止により計画は消滅した。

## 歴代首長

### 郡守
- 福島平[1]
- 増永吉次郎[2]
- 谷八太郎[3]
- 長谷八太郎[4]
- 奥田達郎[5]
- 玉手亮一[6]
- 大麻寛一[7]
- 堤正威[8]
- 貞方平一郎[9]
- 甲木豊吉[10]
- 淵ノ上忠義[11]：1938年2月[12] -
- 山分一郎[13]
- 吉森八郎[14]
- 波多野勇[15]
- 妹尾茂喜[16]
- 山下益治[17]

### 区長
- 李国楨（中国語版）